# Paulina Czienskowski

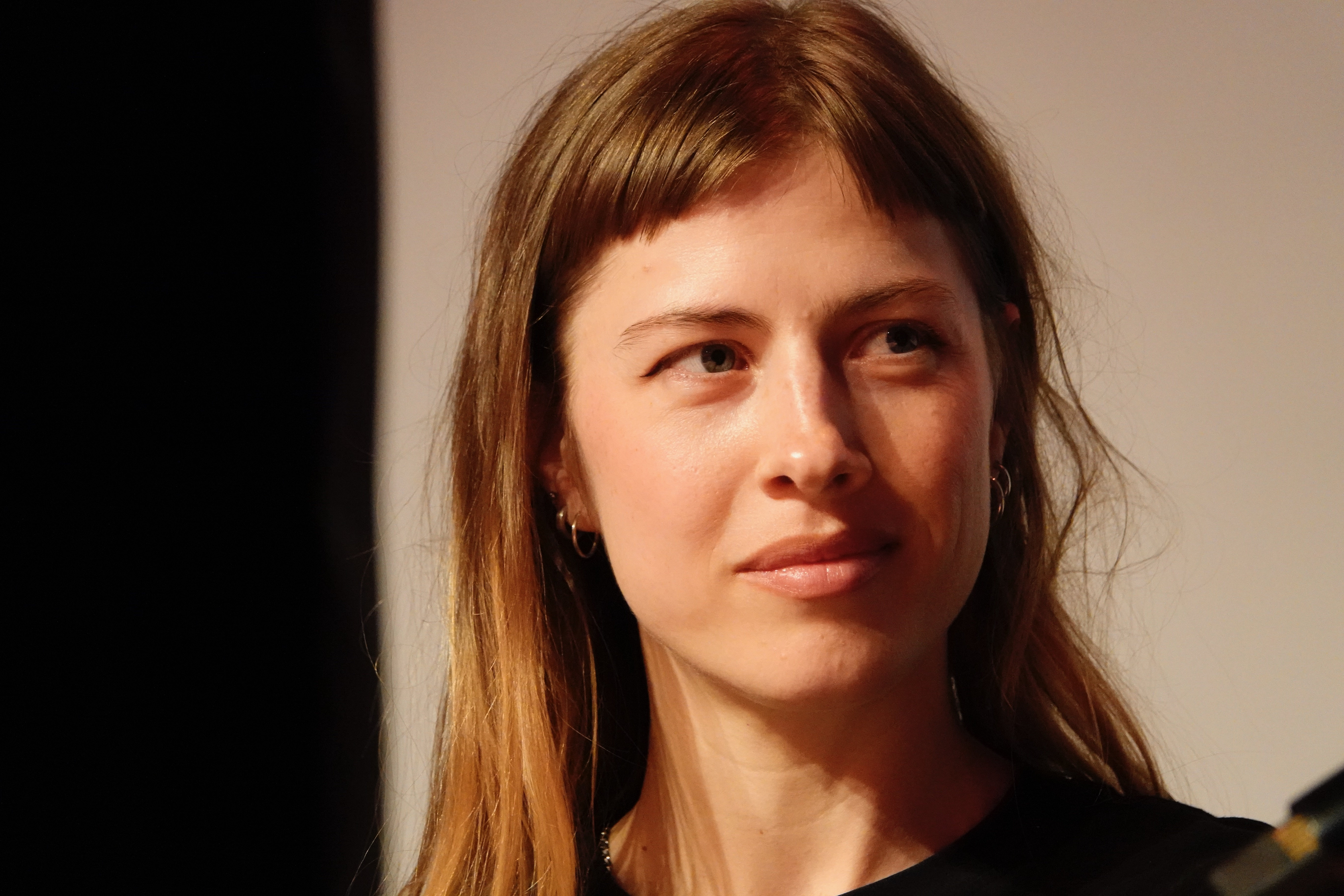
Paulina Czienskowski 2025

Paulina Czienskowski (* Dezember 1988 in West-Berlin) ist eine deutsche Schriftstellerin und Journalistin.

## Leben
Sie studierte Germanistik und Kunstgeschichte an der Universität Greifswald, absolvierte anschließend ein Praktikum in Paris und wurde danach im 13. Jahrgang der Axel-Springer-Akademie als Journalistin ausgebildet. Sie ist freie Journalistin u. a. für Die Zeit, Die Welt, Tip und Berliner Morgenpost.
Paulina Czienskowski ist die Tochter des ehemaligen Fotomodels Iris Czienskowski und des Schauspielers Richy Müller.

## Werk
2018 erschien ihr Debüt als Autorin: Manifest gegen die Emotionale Verkümmerung. 2020 veröffentlichte Czienskowski ihren Debütroman Taubenleben, laut Vogue ein Porträt des Lebensgefühls der Generation Y. Jan Drees kritisierte das Buch im Deutschlandfunk als „überpsychologisierendes Tableau“.

## Auszeichnungen
2014 gewann sie im Team für das für den Grimme Online Award nominierte Webprojekt Wahllos. Deutschland, deine Nichtwähler den Axel-Springer-Preis für junge Journalisten.

## Publikationen (Auswahl)

### Bücher
- mit Nicola Bramigk (Fotos): Eine perfekte Woche … Normandie. Smart Travelling. Süddeutsche Zeitung, München 2016, ISBN 978-3-86497-342-0
- Ein Manifest gegen die emotionale Verkümmerung. Korbinian Verlag, Berlin 2018, ISBN 978-3-9817583-5-1 (Hörbuch, gelesen von der Autorin auf Spotify)
- Taubenleben. Roman. Blumenbar, Berlin 2020, ISBN 978-3-351-05063-4
- Sich erinnern, man selbst zu sein. Korbinian Verlag, Berlin 2021, ISBN 978-3-9821220-7-6
- Dem Mond geht es gut. Roman. Blumenbar, Berlin 2025, ISBN 978-3-351-05095-5

### Beiträge
- In: Friederike Schilbach (Hrsg.): The Bathroom Chronicles. 100 Frauen. 100 Bilder. 100 Geschichten. Suhrkamp, Berlin 2017, ISBN 978-3-518-46823-4[19]
- In: Christian Werner (Hrsg.): Stillleben BRD. Kerber Verlag, Bielefeld 2016, ISBN 978-3-7356-0203-9[20]
- In: Philipp Albers, Holm Friebe (Hrsg.): Mimikry. Das Spiel des Lesens. Blumenbar, Berlin 2016, ISBN 978-3-351-05028-3[21]

## Weitere Arbeiten

### Drehbuch
- 2015: Wahllos – What if …
- 2018: Ein kleiner Tod[22]

### Hörspiele
- 2021: Aber sie dachten nichts zu Ende. Hörspiel über Familienkonflikte – Regie: Lena Brasch (Original-Hörspiel – Deutschlandradio, erstgesendet beim Deutschlandfunk Kultur).[23]